# Warren Park (Indiana)
Warren Park es un pueblo ubicado en el condado de Marion en el estado estadounidense de Indiana. En el Censo de 2010 tenía una población de 1480 habitantes y una densidad poblacional de 1.269,85 personas por km².

## Geografía
Warren Park se encuentra ubicado en las coordenadas 39°47′00″N 86°3′6″O / 39.78333, -86.05167. Según la Oficina del Censo de los Estados Unidos, Warren Park tiene una superficie total de 1.17 km², de la cual 1.17 km² corresponden a tierra firme y (0%) 0 km² es agua.

## Demografía
Según el censo de 2010, había 1480 personas residiendo en Warren Park. La densidad de población era de 1.269,85 hab./km². De los 1480 habitantes, Warren Park estaba compuesto por el 78.65% blancos, el 16.08% eran afroamericanos, el 0.14% eran amerindios, el 0.2% eran asiáticos, el 0% eran isleños del Pacífico, el 3.04% eran de otras razas y el 1.89% pertenecían a dos o más razas. Del total de la población el 7.3% eran hispanos o latinos de cualquier raza.